# Comedia de magia
Las comedias de magia son un subgénero dramático de la decadencia del teatro barroco español e hispanoamericano integrado por más de setenta obras compuestas y estrenadas en los siglos XVIII y XIX.

## Historia y características
Con su origen en el teatro más imaginativo del siglo XVII, y en concreto en la comedia de santos, cuyos milagros espectaculares seducían a la gente, fueron muy populares en el siglo XVIII e incluso en parte del XIX por el espacio que dejaban a la imaginación, pues su mayor atractivo, y muchas veces objetivo principal, era una espectacular tramoya bien provista de abundantes efectos escenográficos, siendo, según el antropólogo Julio Caro Baroja, un avance en cuanto a que secularizaban los prodigios al atribuirlos a la magia blanca. A pesar de tener como referencia excelentes ejemplos como El sueño de una noche de verano de Shakespeare, fueron denostadas por los escritores neoclásicos, uno de cuyos parámetros principales era la contención imaginativa, eliminando todo aquello que se consideraba exagerado, inverosímil o de «mal gusto».  
Se desarrollan en lugares exóticos y tratan temas que explotan la sensiblería popular; hacen un gran uso de la tramoya y de los efectos escenográficos: transformaciones, mutaciones, vuelos y desapariciones, que en ocasiones tenían un protagonismo casi absoluto. Había encantos, duendes, diablos, enanos que se convertían en gigantes, fantasías que hacían las delicias del gran público. Tales despliegues escénicos sin embargo fueron objeto de la ironía y el desprecio de los autores neoclásicos. Así por ejemplo los sarcásticos versos de Moratín:

"Si del todo la pluma desenfrenas 

date a la Magia, forja encantamiento,

y salgan los diablillos a docenas,

aquí un palacio vuele por los vientos,

allí un vejete se transforme en rana,
 
todo asombro ha de ser, todo portentos."
Leandro Fernández Moratín. 

## En España
Importados de Francia, los mágicos, seriados y muchos de ellos anónimos, invadieron con su fabuloso exotismo la vida teatral española; desde los geográficos El mágico de Eriván, El mágico de Astracán, El mágico de Brocario, o la pieza de Antonio Valladares de Sotomayor El mágico del Mogol (1782), a otros también muy populares como El mágico foleto y El mágico de Cataluña.
La primera comedia de magia puede ser El pleito que tuvo el diablo con el cura de Madrilejos (sic), sobre un exorcismo histórico habido la villa toledana de Madridejos en 1604, de tres ingenios: Luis Vélez de Guevara, Francisco Rojas Zorrilla y Antonio Mira de Amescua; en los dos primeros actos vuelan algunos personajes, y en el último se realiza un exorcismo, y Cotarelo la fechó entre 1639 y 1640. Los autores españoles más representativos que cultivaron la comedia de magia fueron, en el siglo XVIII: Antonio de Zamora, a quien se atribuye la creación del subgénero con sus obras El hechizado por fuerza y Duendes son alcahuetes, y el Espíritu Foleto (1709); su amigo y sin duda el mayor especialista del género, José de Cañizares, con Don Juan de Espina en Milán (1713) y Don Juan de Espina en Madrid (1714), El asombro de Francia, Marta la Romarantina (1716), su Segunda parte (1740), El anillo de Giges y mágico rey de Lidia (1740) y El asombro de Jerez, Juana la Rabicortona (1741); Juan Salvo y Vela con las cuatro partes de El mágico de Salerno, Pedro Vayalarde (1715, 1716, 1718 y 1719) y la quinta que escribió Juan Salvo y Vela en 1720; Nicolás González Martínez con las cuatro partes de su A falta de hechiceros lo quieren ser los Gallegos, y asombro de Salamanca (1.ª y 2.ª en 1741; el resto de 1743 y 1746); Manuel Fermín de Laviano con No se evita un precipicio si se falta a la deidad y mágico Fineo; el citado Antonio Valladares de Sotomayor con su El mágico de Astracán (1781), La ciencia vence al poder con los mayores prodigios y mágico de Eriván (1782) y El mágico de Mogol (1782); y Domingo María Ripoll, Manuel Hidalgo y José López de Sedano con sus tres continuaciones de la popular Marta la Romarantina, comedia de Cañizares que fue la obra más repuesta y representada de todo el siglo XVIII español, entre muchos otros.
En el siglo XIX destacan entre varios Juan de Grimaldi con su obra La pata de Cabra en 1829, que es la refundición de una obra francesa estrenada en 1806 por Ribié y Martainville, Le pied de mouton; El Diablo verde (anónimo) en 1830; Manuel Bretón de los Herreros con La pluma prodigiosa, 1841; Juan Eugenio Hartzenbusch con sus obras La redoma encantada (1839) y Los polvos de la madre Celestina (1840) y, por último y también el último que cultivó el género en este siglo, Enrique Zumel (que trabaja principalmente en la ciudad de Málaga), quien estrenó entre los años 1849 y 1885 siete obras tituladas El himeneo en la tumba o la hechicera (1849), Batalla de diablos 1865), El anillo del diablo (1871), La leyenda del diablo (1872), Quimeras de un sueño (1874), El talismán de Sagras (1878) y El torrente milagroso (1883). Del listado anterior, la comedia La Pata de Cabra del italiano Juan de Grimaldi fue quizá la obra que mayor éxito acogió durante el siglo XIX.